# Качающаяся башня

Качающаяся башня

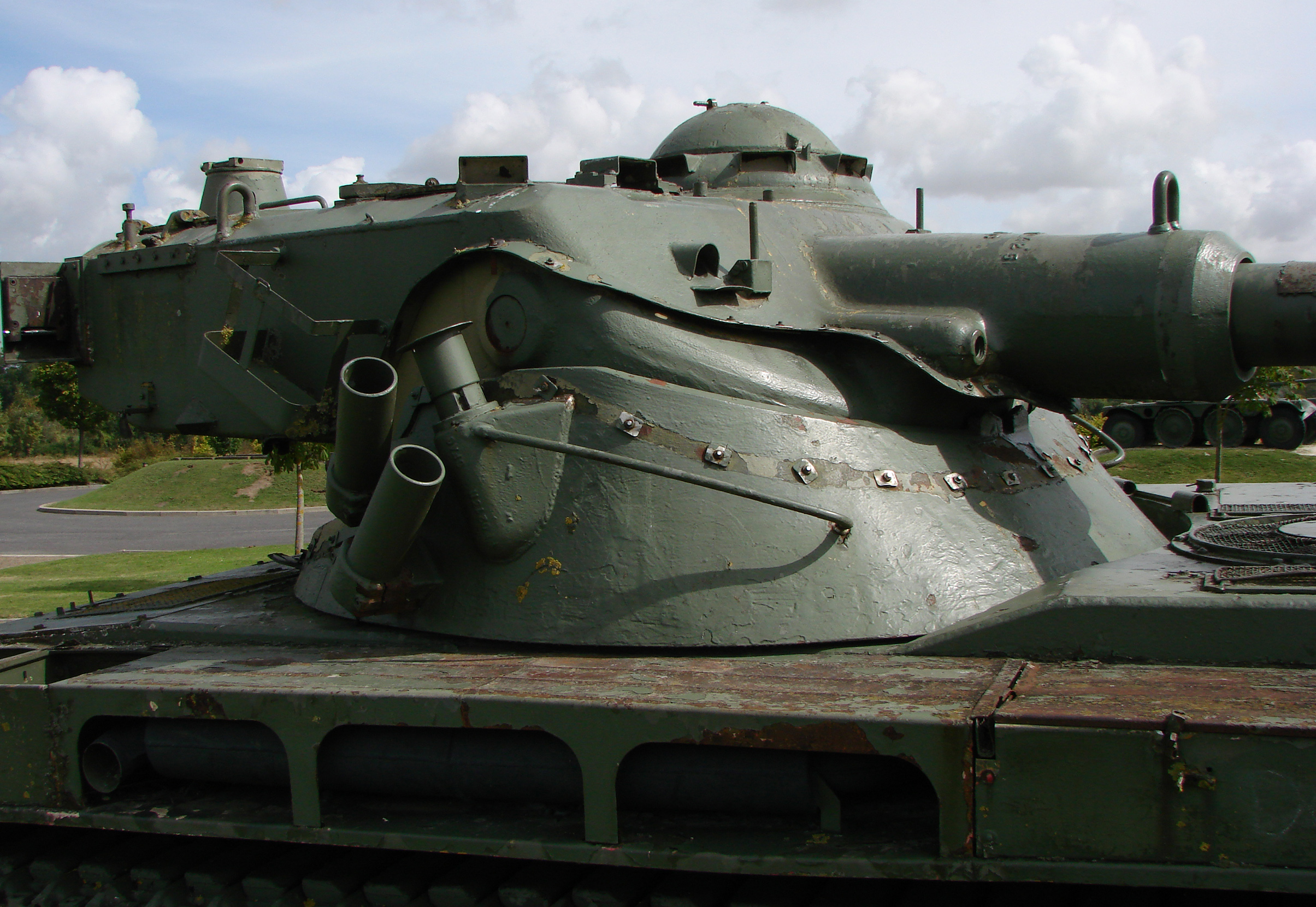
Качающаяся башня танка AMX-13

Качающаяся башня — разновидность танковой башни, в которой орудие неподвижно устанавливается в верхней половине башни, качающейся на цапфах относительно поворотной нижней половины. Такая башня имеет ряд специфических как преимуществ, так и недостатков перед башнями традиционной схемы. Качающаяся башня была разработана во Франции в 1946 году фирмой AMX в рамках проекта AMX-12t. Этот проект так и остался на бумаге, но в дальнейшем башня была доработана и успешно применена на лёгком танке AMX-13 того же производителя, запущенном в массовое производство в 1951 году. Разработки в этом направлении велись в 1950-е годы во Франции и США, однако в итоге недостатки качающейся башни на фоне растущих требований к танкам перевесили её достоинства, и конструкции на её основе не вышли за стадию проектов и опытных образцов. Исключением стал французский AMX-13 и другие машины, оснащённые доработанной башней AMX-13, например, австрийский лёгкий танк SK-105 «Кирасир», чьё производство началось в 1971 году.

## Конструкция качающейся башни

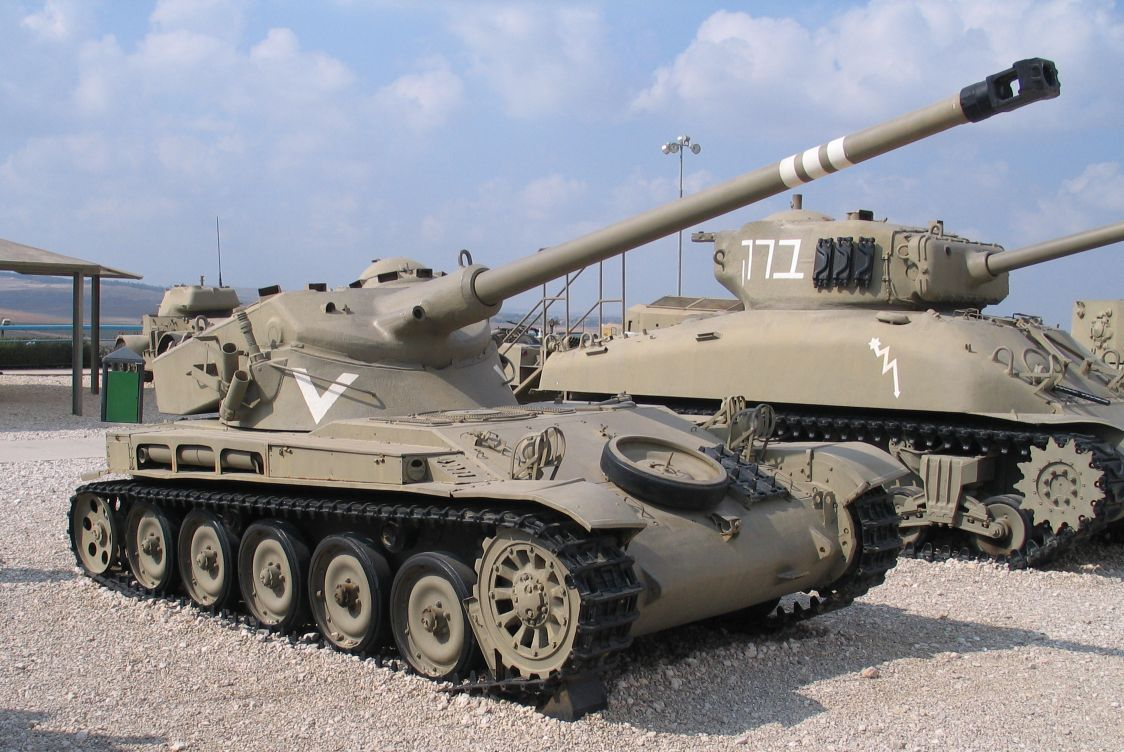

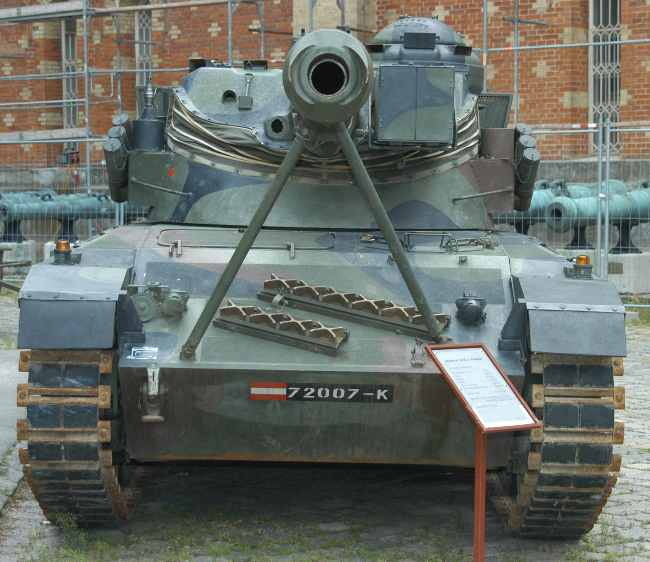

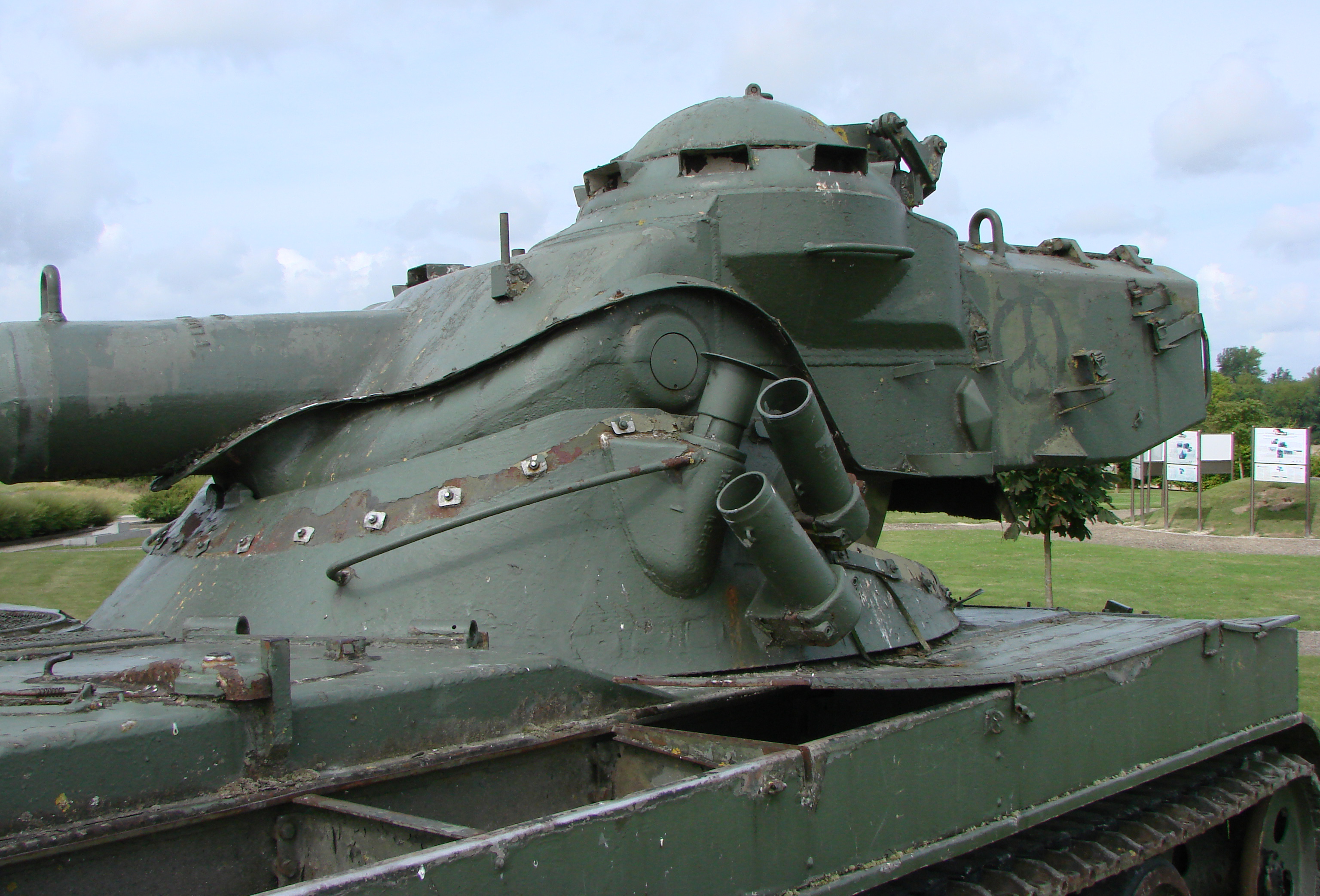

В отличие от башни традиционной конструкции, представляющей собой цельную поворотную конструкцию, в которой орудие для наведения в вертикальной плоскости размещается в подвижной установке на цапфах, проходя через амбразуру, качающаяся башня состоит из двух частей — поворотной нижней и качающейся относительно неё верхней, в которой и размещается орудие. Основным преимуществом качающейся башни перед башнями традиционной схемы является неподвижность орудия относительно верхней части башни, что позволяет использовать в ней максимально простой механизм заряжания. В разных странах применялись два различных подхода к реализации этого преимущества. Во Франции магазин автомата заряжания был вынесен в кормовую нишу башни, что позволило сократить заброневой объём башни и дополнительно упростить механизм заряжания. С другой же стороны, изолированное от экипажа размещение магазина допускало его перезарядку только снаружи танка, что в боевых условиях требовало отвода танка из зоны обстрела. В США же был выбран иной подход, нацеленный лишь на использование обеспечиваемой автоматом заряжания высокой скорострельности. Магазин при этом перемещался в низ качающейся части башни, где сохранялась возможность перезарядки его экипажем изнутри танка, для чего в составе экипажа был оставлен отдельный заряжающий.
Помимо этого, конструкция качающейся башни имеет ряд как преимуществ, так и недостатков. Так, перемещение орудия вне погона башни позволяет сократить диаметр последнего, как правило, определяемый пространством для обеспечения отката орудия при любых углах возвышения, а, следовательно, и заброневой объём. Хотя общая высота качающейся башни примерно одинакова с башней традиционной конструкции, её преимуществом являлась минимизация высоты части башни, находившейся над орудием, так как отпадала необходимость обеспечивать пространство для подъёма казённой части орудия при склонении ствола. В результате значительно повышалась защищённость танка при позиции «в окопе», когда для огня противника открыта только та часть танка, что находится на уровне ствола орудия и выше него.
Вместе с тем, большие размеры подвижной части в качающейся башне создавали и ряд проблем. Одной из них являлась дополнительная площадь, а, соответственно, и масса бронирования, необходимого для обеспечения защиты при любых углах возвышения орудия, по сравнению с башнями традиционной конструкции, где эту роль выполняет сравнительно небольшая маска орудия. Качающаяся вместе с орудием кормовая ниша башни также ограничивала максимальный угол возвышения орудия, упираясь в крышу задней части корпуса. Вдобавок сравнительно большой зазор между верхней и нижней частями башни затруднял её герметизацию для преодоления глубоких бродов либо для защиты от оружия массового поражения, что стало важным требованием к танкам во многих странах в 1950-е — 1960-е годы. Не менее серьёзным недостатком со временем стала и крайняя сложность стабилизации орудия в вертикальной плоскости, обусловленная большой массой подвижной части.

## История развития качающейся башни

### Франция

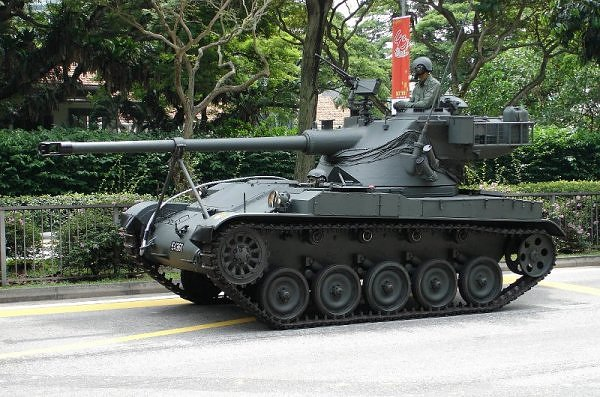
AMX-13 SM1

Впервые схожая с качающейся башней концепция была применена на разработанном фирмой «Панар» в 1937—1940 годах опытном бронеавтомобиле Тип 201. В отличие от послевоенных качающихся башен, части которых шарнирно соединялись между собой, башня Типа 201 состояла из двух поворотных относительно вертикальной оси частей, верхняя из которых была установлена на нижней под небольшим углом. Таким образом, при повороте верхней части относительно нижней изменялся угол возвышения закреплённого в верхней части орудия.
С капитуляцией Франции в 1940 году, работы в этом направлении были прекращены и возобновились только после окончания Второй мировой войны. Первым танком, оснащённым качающейся башней, модели F.L.10, стал созданный в 1946—1949 годах лёгкий танк AMX-13.
Применение качающейся башни, в сочетании с общей компактностью компоновки, позволило 15-тонному танку, предназначавшемуся на роль мобильного противотанкового средства, нести длинноствольную 75-мм пушку, бывшую доработанным вариантом германской KwK 42, устанавливавшейся на танке «Пантера».
AMX-13 серийно производился во Франции с 1951 по 1965 год, а впоследствии выпускался по лицензии в Аргентине с 1968 по 1985 год, всего было выпущено около 7 700 танков и машин на их базе. С середины 1960-х годов, когда совершенствование брони танков сделало 75-мм пушку AMX-13, ведшую огонь только калиберными бронебойными снарядами, устаревшей, на танки начали устанавливать 90-мм, а позднее и 105-мм низкоимпульсные пушки, ведшие огонь кумулятивными снарядами.

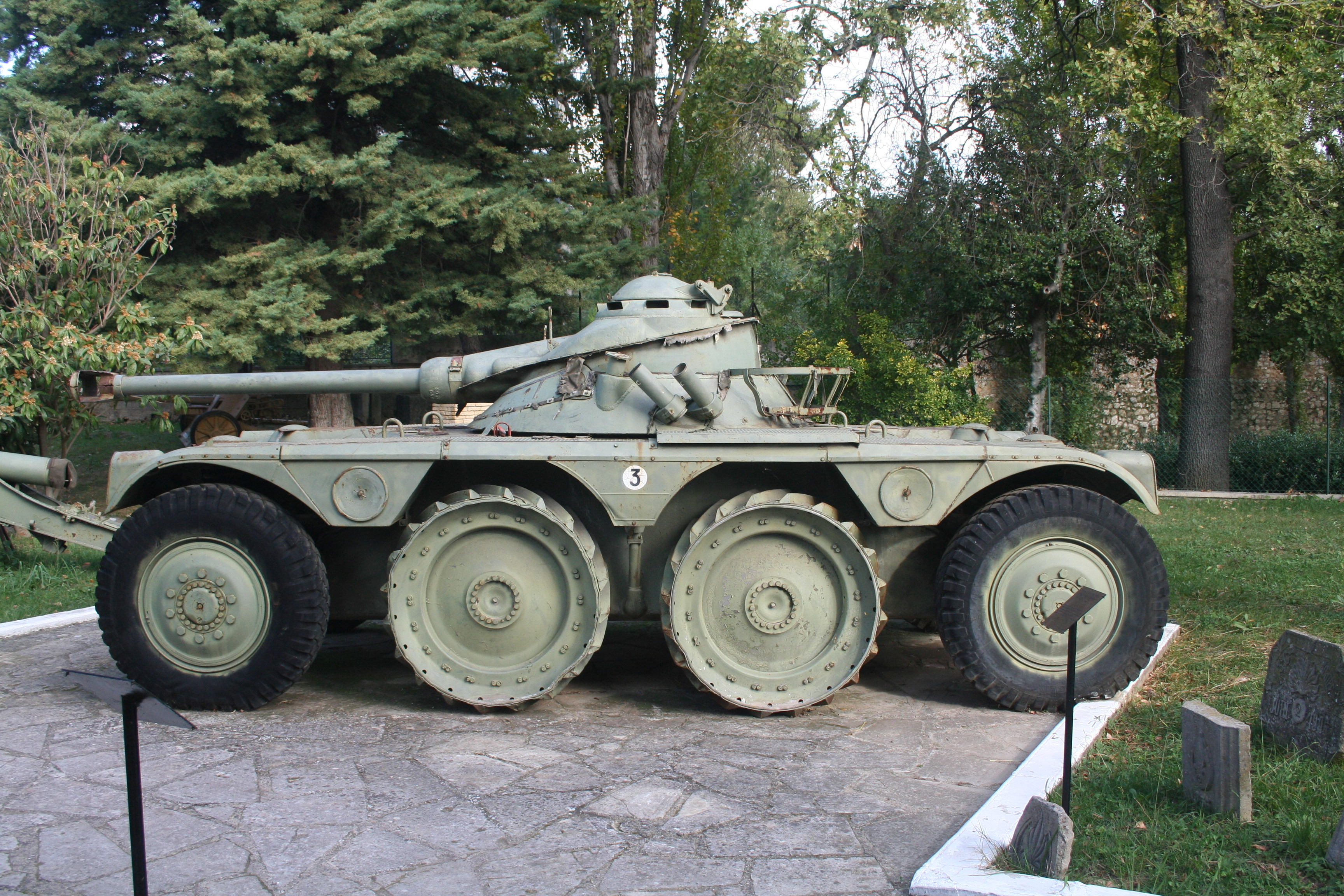
Бронеавтомобиль E.B.R.75 с башней F.L.11 с 75-мм пушкой

Качающаяся башня была также применена на тяжёлом танке AMX 50, разработанном во второй половине 1940-х годов. Было построено несколько различавшихся по конструкции прототипов танка, вооружённых 90-мм, 100-мм и 120-мм пушками, установленными в качающихся башнях, однако в серийное производство AMX-50 запущен не был. Свою роль в этом сыграла как высокая цена танка, так и поставки США танков M47, существенно снизивших для Франции остроту проблемы перевооружения своих танковых частей. С началом же разработки Францией в конце 1950-х годов основного боевого танка AMX-30, на нём было решено вернуться к традиционной конструкции башни.

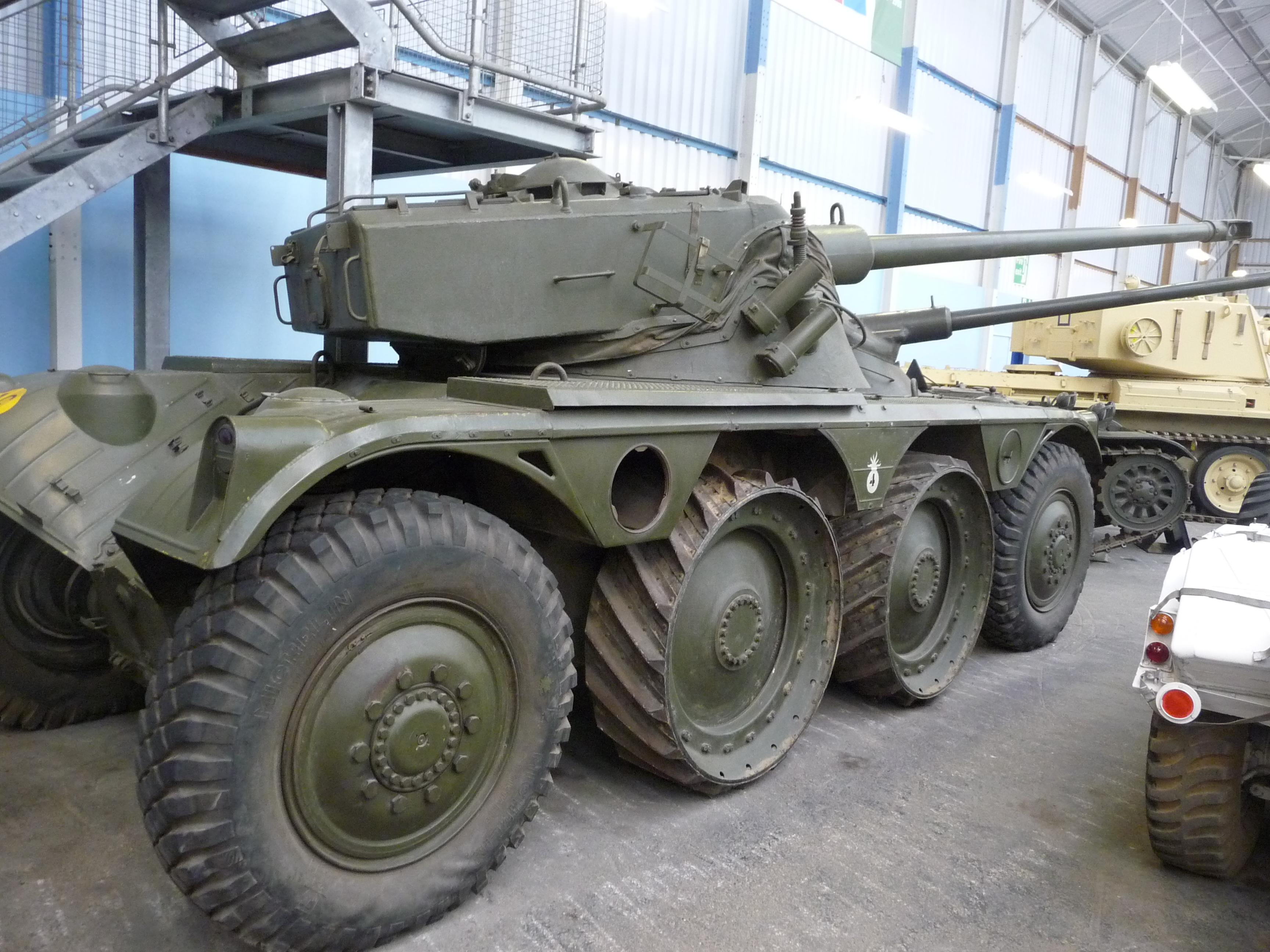
На часть выпущенных машин впоследствии устанавливались башни F.L.10

Качающиеся башни также устанавливались на танки Batignolles Chatillon 25t, Lorraine 40t, Somua SM, а также на бронеавтомобиль E.B.R.75, разработанном фирмой «Панар». В отличие от танков, башня F.L.11, устанавливавшаяся на E.B.R.75, не имела кормовой ниши и автомата заряжания и была вооружена 75-мм пушкой с меньшей длиной ствола. Как и AMX-13, E.B.R.75 в дальнейшем перевооружался низкоимпульсной 90-мм пушкой, устанавливавшейся в стандартной башне F.L.11. На часть выпущенных машин впоследствии устанавливались башни F.L.10 от AMX-13 с 75-мм пушками.

### США

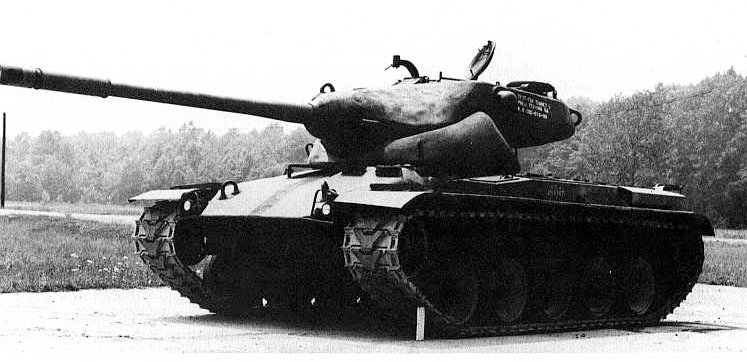
T69 на Абердинском испытательном полигоне, лето 1955 года

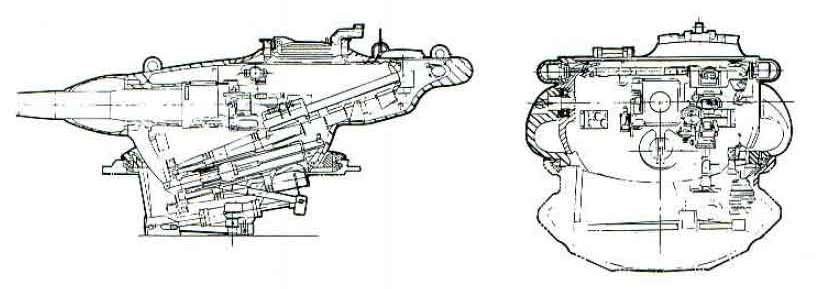
T77 — американский средний экспериментальный танк с качающейся башней, разработанный в 50-х годах инженерами Rheem Manufacturing Company.

В США работы над качающимися башнями начались после передачи им французами в 1950 году второго прототипа AMX-13 для изучения. Интерес к этой концепции в США был вызван прежде всего стремлением установить на танк автомат заряжания, обеспечивавший значительно бо́льший темп огня, чем при ручном заряжании. Попытки создать автомат заряжания для башни традиционной схемы, предпринятые в начале 1950-х годов, не принесли успеха — необходимость обеспечения подачи выстрелов в подвижное относительно автомата орудие вызывала усложнение механизма, и как следствие, его ненадёжность, поэтому разработанные для лёгкого танка T41 и среднего T42 автоматы заряжания были признаны неудовлетворительными. 
Было решено обратиться к французскому опыту, и с 1951 года была начата разработка целого ряда проектов, использовавших качающуюся башню: легкий танк T71, средние T54E1, T69 и T77 тяжелые T57 и T58. В отличие от принятой на AMX-13 схемы, в США переместили магазин автомата заряжания под орудие, что позволило вести его перезарядку изнутри танка.
Из всех разработанных в США проектов, использовавших концепцию качающейся башни, наибольшего развития достигли средние танки. Первым из них стал вооружённый 90-мм пушкой танк T69, использовавший шасси опытного T42. Прототип T69 был закончен в начале 1955 года и с июня того же года по апрель 1956 года был подвергнут продолжительным испытаниям, выявившим по-прежнему ненадёжную работу автомата заряжания. 
Вскоре после начала работ по T69, была начата разработка ещё одного среднего танка с качающейся башней схожей схемы, на этот раз на шасси танка M48 и вооружённого 105-мм пушкой, получившего обозначение T54E1; всего было заказано два прототипа T54E1, из которых как минимум один был завершён и подвергнут испытаниям, однако и этот танк не вышел за стадию опытного образца. 
Разработка ещё одного проекта танка с качающейся башней, схожего с T54E1, но вооружённого 120-мм пушкой, была начата в 1952—1953 годах под обозначением T77. Как и с T54E1, были заказаны два прототипа T77, однако работы по этому проекту были прекращены к 1957 году, ещё до начала испытаний опытных образцов.
Помимо средних танков, качающимися башнями были оснащены и некоторые проекты лёгких и тяжёлых танков. В 1952—1955 гг., в процессе разработки лёгкого танка для замены M41, различными фирмами были представлены многочисленные концепт-проекты, ряд из которых использовал качающуюся башню, но ни один из них не дошёл даже до стадии прототипа. Схожая судьба постигла и проекты использовавших шасси Т43 тяжёлых танков T57 и T58 с качающимися башнями со 120-мм и 155-мм пушками, соответственно. Хотя постройка их опытных образцов и была начата к середине 1950-х годов, все работы по ним были остановлены в 1957 году, ещё до завершения сборки прототипов. 
После отрицательных результатов, показанных законченными прототипами средних танков на испытаниях, интерес военных к концепции качающейся башни значительно упал, и все работы в этом направлении были прекращены в 1957—1958 годах.

### Другие страны
В 1950-х годах, концепция качающейся башни некоторое время изучалась в Швеции, однако в итоге, шведские конструкторы в поисках пути для максимального использования преимуществ, обеспечиваемых схемой с неподвижной установкой орудия, пришли к ещё более радикальной концепции «качающегося танка», которым стал запущенный в производство в середине 1960-х годов Strv.103. Вместо установки орудия в верхней части башни, качающейся вместе с ним, было решено установить орудие неподвижно в корпусе танка, используя для вертикальной наводки наклон всего корпуса, обеспечиваемый регулируемой подвеской. Это разрешило часть проблем, присущих AMX-13 — так, магазин автомата заряжания оказался не в тесной кормовой нише башни, а в сравнительно просторном корпусе, вдобавок, исчезла проблема дополнительного бронирования и герметизации зазора между частями башни, вместе с самим зазором. С другой стороны, стабилизация орудия при такой схеме стала вовсе невозможна, к чему прибавилась невозможность горизонтальной наводки орудия без поворота всего танка. В результате, хотя в 1970-х годах в Швеции ещё продолжали разработку концепции безбашенного танка, в дальнейшем эти работы были прекращены в пользу более традиционных схем

## Машины, оборудованные качающейся башней

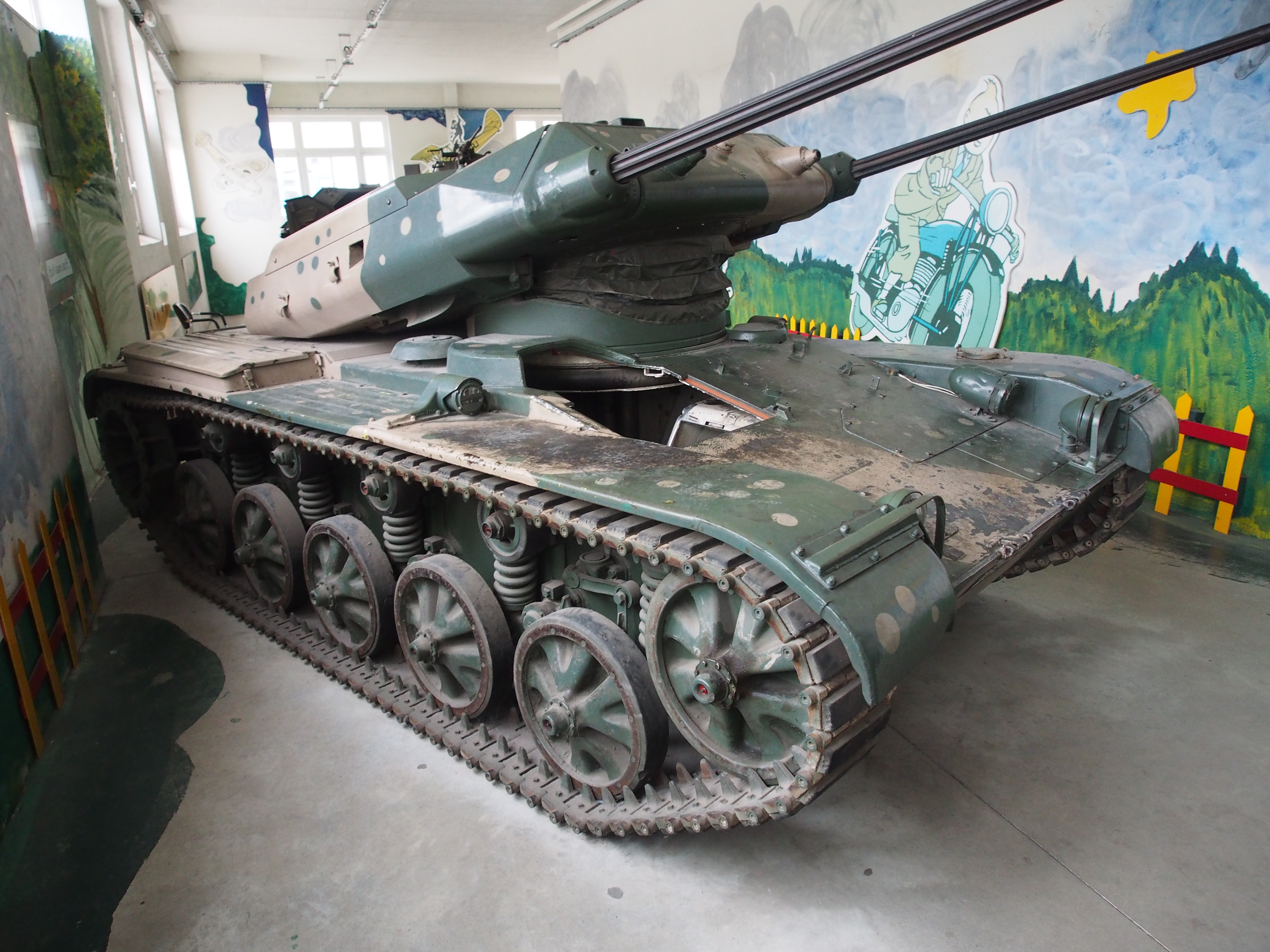
Прототип ELC EVEN 30 в Музее дес Блинде́с

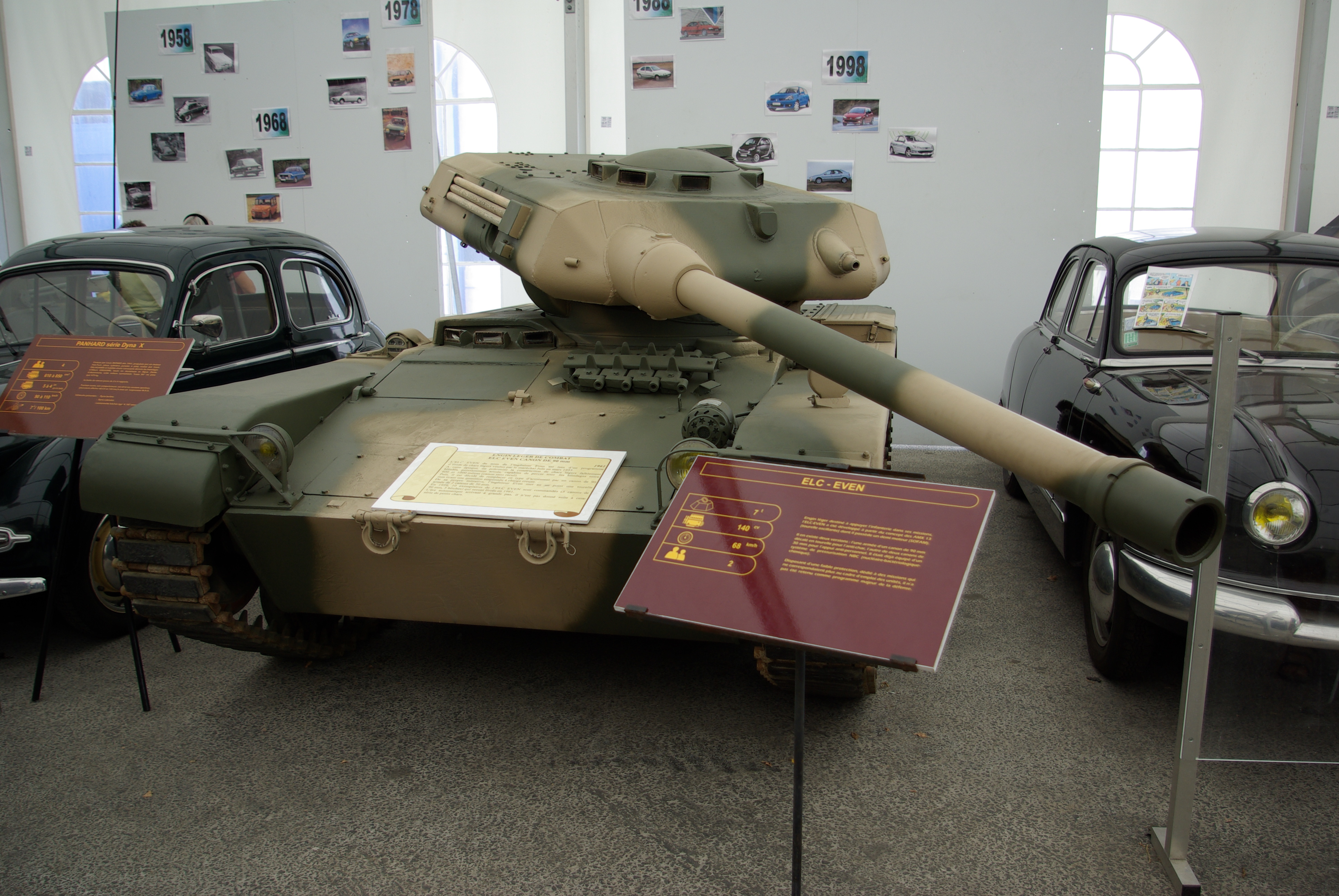
90-миллиметровая версия ELC EVEN также расположенная в Музее дес Блинде́с.

- Steyr SK 105 «Кирасир» (нем. SK-105 Kürassier) — австрийский лёгкий танк 1970-х годов.

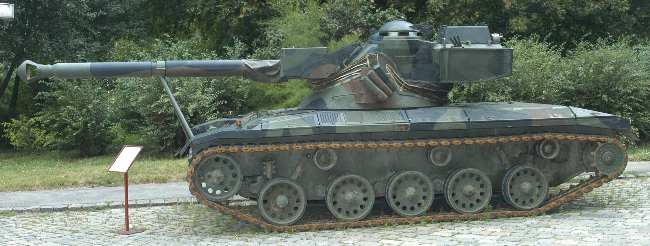
Steyr SK 105 «Кирасир»

- ELC Even
- T57  Steyr SK 105 «Кирасир»